# Mantras (álbum)
Mantras es el segundo álbum de estudio como solista del exvocalista de Electrodomésticos, Carlos Cabezas Rocuant. Fue lanzado en 2007, recién diez años después del debut de Cabezas, El resplandor. Consta de seis extensos temas inspirados en mantras hindúes.

## Lista de canciones
| N.º   | Título                   | Duración |  |
| 1.    | «Adi Mantra»             | 6:52     |  |
| 2.    | «Guru Ram Das Mantra»    | 7:42     |  |
| 3.    | «Guru Mantra»            | 7:42     |  |
| 4.    | «Aap Sahahee Hoa Mantra» | 7:40     |  |
| 5.    | «Siri Gaitri Mantra»     | 9:43     |  |
| 6.    | «Mangala Charan Mantra»  | 7:40     |  |
| 43:19 |                          |          |  |